# Vendrennes
Vendrennes ist eine französische Gemeinde mit 1.802 Einwohnern (Stand: 1. Januar 2022) im Département Vendée in der Region Pays de la Loire; sie gehört zum Arrondissement La Roche-sur-Yon und zum Kanton Montaigu-Vendée (bis 2015: Kanton Les Herbiers). Die Einwohner werden Vendrennais und Vendrennaises genannt.

## Lage
Vendrennes liegt etwa 30 Kilometer nordöstlich von La Roche-sur-Yon am Oberlauf des Flüsschens Vendrenneau. Umgeben wird Vendrennes von den Nachbargemeinden Mesnard-la-Barotière im Norden, Les Herbiers im Nordosten, Mouchamps im Osten und Südosten, L’Oie im Süden, Sainte-Florence im Süden und Südwesten, Saint-André-Goule-d’Oie im Westen sowie Saint-Fulgent im Nordwesten.

## Bevölkerungsentwicklung
| Jahr                      | 1962 | 1968 | 1975 | 1982 | 1990 | 1999 | 2006 | 2013 | 2020 |
| Einwohner                 | 816  | 785  | 808  | 862  | 989  | 1071 | 1327 | 1589 | 1779 |
| Quelle: Cassini und INSEE |      |      |      |      |      |      |      |      |      |

## Sehenswürdigkeiten

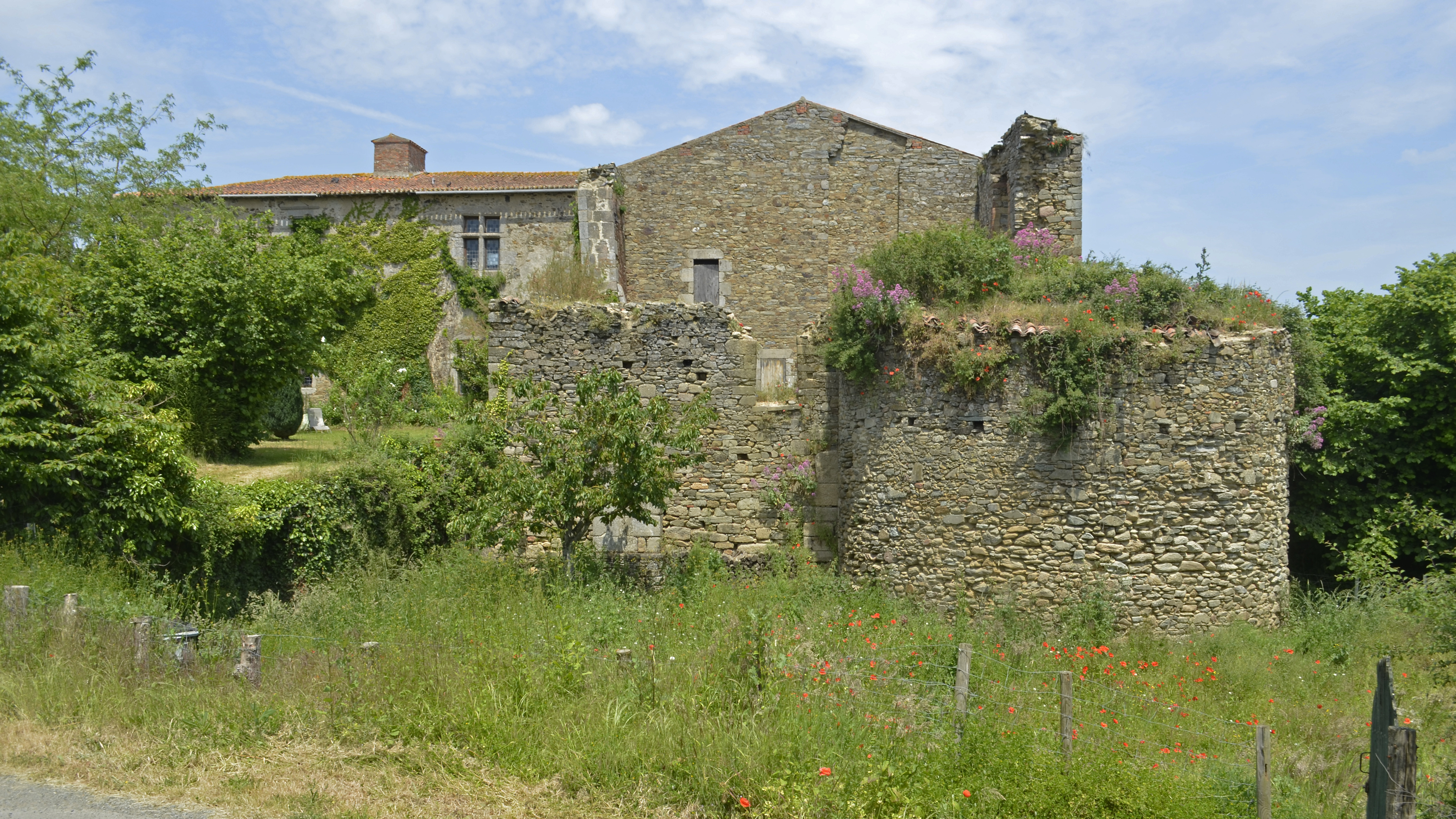
Burg Vendrennes

- Reste der Burg Vendrennes, seit 1991 Monument historique

## Persönlichkeiten
- Hubert Herbreteau (* 1948), römisch-katholischer Geistlicher, Bischof von Agen 2005–2023